# Irián
Irián es una localidad española del municipio leonés de Soto y Amío, en la comunidad autónoma de Castilla y León. 
La iglesia está dedicada a san Juan Bautista.

## Localidades limítrofes
Confina con las siguientes localidades:
- Al noreste con Camposalinas.
- Al este con Adrados de Ordás.
- Al suroeste con Paladín y La Utrera.
- Al noroeste con Carrizal.

## Demografía
Evolución de la población
| Gráfica de evolución demográfica de Irián entre 2000 y 2017        |
|                                                                    |
| Población de derecho (2000-2017) según el padrón municipal del INE |

## Historia
Así se describe a Irián en el tomo IX del Diccionario geográfico-estadístico-histórico de España y sus posesiones de Ultramar, obra impulsada por Pascual Madoz a mediados del siglo XIX:

Lugar en la provincia de León, partido judicial de Murias de Paredes, diócesis de Oviedo, vicaría de San Millán, arciprestazgo de Carbajales, audiencia territorial y capitanía general de Valladolid, ayuntamiento de Soto y Amío; Situado en un alto, con libre ventilación, pero escaso de aguas; su clima es frío. Tiene unas 20 casas, iglesia parroquial (San Juan), servida por 1 cura de ingreso, y patronato antes del extinguido convento de Corias, y cementerio en paraje ventilado. Confina N Carrizal; E Adrados; S Utrera, y O el río Órbigo. El terreno es de mala calidad. Producciones: centeno, y pastos para el ganado que cría. Población: 19 vecinos, 74 almas. Contribución: con el ayuntamiento.
Diccionario geográfico-estadístico-histórico de España y sus posesiones de Ultramar